# Західний Ломбок
Західний Ломбо́к (індонез. Lombok Barat) — один з 8 округів у складі провінції Західна Південно-Східна Нуса у складі Індонезії. Розташована у західній частині острова Ломбок, навколо столиці провінції Матарам. Адміністративний центр — селище Герунг-Утара у районі Герунг.
Населення — 613161 особа (2012; 606044 в 2011, 599986 в 2010, 611704 в 2009, 603223 в 2008).

## Адміністративний поділ
До складу округу входять 10 районів, 38 селищ та 50 сіл:
| Райони               | Населення, осіб (2010) | Населення, осіб (2012) | Центр           | Селища | Села |
| -------------------- | ---------------------- | ---------------------- | --------------- | ------ | ---- |
| Бату-Лаяр            | 45388                  | 46427                  | Бату-Лаяр       | 5      | 1    |
| Герунг               | 74327                  | 76102                  | Герунг-Утара    | 3      | 8    |
| Гунунг-Сарі          | 78633                  | 80409                  | Гунунг-Сарі     | 5      | 7    |
| Кедірі               | 54204                  | 55414                  | Кедірі          | 6      | 2    |
| Куріпан              | 34020                  | 34804                  | Куріпан         | 3      | 1    |
| Лабу-Апі             | 60756                  | 62183                  | Лабу-Апі        | 7      | 3    |
| Лембар               | 44426                  | 45461                  | Лембар          | 2      | 3    |
| Лінгсар              | 63409                  | 64909                  | Лінгсар         | 0      | 10   |
| Нармада              | 87897                  | 89976                  | Лембуак         | 7      | 9    |
| Центральний Секотонг | 56230                  | 57476                  | Секотонг-Тенгах | 0      | 6    |